# Интернет
Интернет је светски систем повезаних рачунарских мрежа који је трансформисао начин на који функционишу комуникациони системи. Почеци Интернета се вежу за стварање ARPANET-а 1969. године, мреже рачунара под контролом Министарства одбране САД. Данас Интернет повезује милијарде рачунара широм света на један нехијерархијски начин. Интернет је производ споја медија, рачунара и телекомуникација. Међутим, Интернет није само производ технолошког напретка, него такође друштвених и политичких процеса, укључујући научну заједницу, политику и војску. Од својих корена као једно неиндустријско и непословно окружење везано за научну заједницу, Интернет се врло брзо проширио на свет трговине и пословања. Ипак, било је потребно скоро 30 година да се Интернет наметне као технолошка иновација која константно трансформише друштво и економију. Интернет је јавно доступна глобална пакетна мрежа података која повезује рачунаре и рачунарске мреже коришћењем Интернет протокола (ИП). То је "мрежа свих мрежа" која се састоји од милиoна кућних, академских, пословних и владиних мрежа које међусобно размењују информације и услуге као што су електронска пошта, "ћаскањe" (енг. chat) и пренос датотека те повезане странице и документе World Wide Weba.
Појам Интернет значи мрежа унутар мреже, или интерна веза између више рачунара. Структурно постоје мале мреже које се међусобно везују, и тиме чине ову структуру. Интернет се све више назива глобалном мрежом информација (велика интернационална-глобална база података). У 2014. години број Интернет корисника премашио је 3 милијарде или 43,6% светске популације (две трећине корисника дошло је из најбогатијих земаља и то 78,0% становништва из Европе, а 57,4% из Америкe). Тешко је проценити праву количину информација коју сервери обрађују.

## Историја
Преношење инструкција између рачунских машина се први пут остварено 1940. године када је Џорџ Стибитз искористио TTY, односно теле-машину за куцање, помоћу које је послао инструкције са његовог Модел К са универзитета Дартмут у Њу Хемпширу на његов „калкулатор комплексних бројева“ у Њујорку, те такође примио резултате истим путем. Тек 1964. године, истраживачи са Дартмута су изумили главну машину са дељеним временом са прикљученим терминалима. У основи терминали су искориштавали ресурсе главног рачунара, те помоћу главног рачунара на којег су прикопчани добијали резултате назад на терминал.
Већ од првих дана па све до данас, Интернет је прославио много „рођендана“, али који је прави тешко ће се сложити и најбољи познаваоци историје информатике. Неки тврде како је то 1961. кад је др. Леонард Клајнрок на универзитету МИТ први пут објавио рад о packet-swiching технологији. Неки наводе 1969. годину као годину рођења Интернета јер је тада Министарство одбране САД одабрало ''Advanced Research Project Agency Network, познатију као ARPANET, за истраживање и развој комуникација и командне мреже која ће преживети нуклеарни напад. Седамдесете године донеле су неколико веома важних открића која су обележила развој Интернета каквог данас знамо, а потом се догодило и одвајање ARPANET-а из војног експеримента у јавни истраживачки пројект.
Године 1969. Универзитет Калифорнија у Лос Ангелесу, СРИ у Станфорду, Универзитет Калифорније у Санта Барбари и Универзитет Јуте били су прикопчани на ARPNET мрежу која је користила 50 kbit/s мрежна кола. ARPANet је у ствари претеча данашњег Интернета, иако је била пуно ограниченија него глобална мрежа – Интернет, ипак је била прва мрежа такве врсте. Касније ће се технологија све више развијати те прерасти у данашњу мрежу какву познајемо. Интернет је глобално доступна мрежа коју чини више међусобно повезаних мањих и већих мрежа које комуницирају помоћу Интернет Протокола (ИП), а који су повезани бакарним кабловима, оптичким кабловима и другим. Прва Интернет мрежа је створена 1. јануара 1983, што се сматра и стварањем Интернета када је Америчка Национална Научна Фондација (енгл. National Science Fondation) (НСФ) направио универзитетску мрежу која ће касније постати NSFNet. Брз развој Интернета је помогла могућност TCP/IP-а (Интернет протокола) да ради преко већ постојећих мрежа и комуникација (као што су телефонске жице итд).
Вероватно је најважнији тренутак био 1983. кад је тадашња мрежа прешла са NCP-а (Network Control Protocol) на TCP/IP (Transmission Control Protocol / Internet Protocol), што је значило прелазак на технологију каква се и данас користи.
Протоколи су стандарди који омогућавају комуникацију рачунара путем мреже, а 1983. године мање од 1000 рачунара је било спојено са ARPANET користећи релативно примитивни Netvork Kontrol Protokol, који је упркос многим ограничењима, био употребљив у малим мрежама, и није био довољно флексибилан за ширу употребу. Како се АРПАНЕТ експоненцијално повећавао, видело се како је потребан општији приступ комуникационом протоколу како би могли бити удовољени све већи захтеви и стварана све компликованија мрежа рачунара.
Винтон Церф који је са Робертом Каном створио TCP/IP протокол, једном је рекао: „Створили смо протокол који ће се користити и у великом мрежама с великом бројем рачунара, протокол који ће носити Интернет будућности, што је значило да мора бити флексибилан како би различите мреже могле функционисати у заједничком окружењу“. Наиме већ је тада било јасно како ће Интернет бити велика мрежа састављена од великог броја мањих мрежа. Али тада је прелаз на TCP/IP био контроверзан: неки делови информатичке заједнице желели су прихватање других стандарда, а највише се помињао Open System Interconection Protocol. ARPANET је пре службеног прелаза на TCP/IP у неколико наврата искључио NCP пренос података како би уверио неверне томе да се NCP може искључити по жељи.
Винтон Церф и Роберт Кан почели су рад на новом протоколу пуно пре 1983. године, тачно 10 година раније јавила се идеја о новом протоколу, а следећих година су се развијали и усавршавали детаљи протокола који ће променити историју. Имплементација TCP/IP протокола у тадашње време у оперативне системе трајала је скоро 5 година, док је на ARPANET било спојено око 400 рачунара. Ситуацију је поједноставио детаљ што су многи рачунари користили Packet Radio и Packet Satellite које су већ неколико година радиле са TCP/IP протоколом.
Прво представљање јавности је доживио 1990-их година. У августу 1991 CERN у Швајцарској је представио веб сајт, док је већ пре три године Тим Бернерс-Ли почео стварање HTML протокола, HTTP те прве веб странице на ЦЕРН-у у Швицарској. Национални Центар за суперрачунарске примене је објавио Mosaic веб-прегледач, а 1994. године се повећава интерес јавности за Интернет који је до сад био искључиво академско/техничке природе. Интернет је све више узимао маха, тако да је 1990-их интегрисао већину тадашњих постојећих јавних рачунарских мрежа, што је остварено највише захваљујући недостатку меродавне централне администрације чиме је омогућен несметан раст мреже, као и прилично слободну природу Интернета и његових протокола. До јуна 2008. око 1,46 милијарди људи користи Интернет у читавом свету.

## Приступ Интернету
Интернет као глобална светска мрежа нема цензуру и нема препрека. Доступна је на сваком делићу планете Земље уз одговарајућу опрему. Да би приступили овој мрежи морамо имати један од система за комуникацију као што су:
- Аналогна телефонска линија
- кабловски
- бежични
- сателитски

### Аналогна телефонска линија
Систем аналогних телефонских линија подразумева инфраструктуру јавне комутиране телефонске мреже (PTNS - Public Telephon Network System) или једноставније речено упредени парни кабл до телефонске централе какву има готово свако домаћинство. Овим системом се, кроз спојне водове, врши пренос аналогних сигнала (првобитно намењен искључиво за говорне информације) у врло уском спектру од 300 до 3400 Hz што је сасвим довољно за пренос говора. Ако се између рачунара и овакве линије постави уређај који ће вршити конверзију дигиталних у аналогне сигнале и обрнуто модем могуће је остварити повезивање рачунара са брзином преноса до 56 KBps. (Теоретски 64 KBps).

### 
систем такође користи упредену парицу као физички преносник дигиталних сигнала а опсег је проширен и укључује два аналогна канала тако да су брзине до 128 кбпс. Назив је добио као скраћеница енглеског термина Integrated System of Digitaly Network. Пренос података кроз спојне водове је дигиталан.
ADSL, као варијанта DSL (Digitaly Subscriber Line) или у слободном преводу дигитална претплатничка линија користи особину увезивања више "канала" од по 64 кбпс у жељену (боље речено плаћену) ширину преноса. Ознака ADSL значи да је проток информација асиметричан тј према потреби количина долазних информација (Download) са сервера према клијенту се увећава на рачун одлазних (Upload) количина бита. Комуникација кроз спојне водове је дигитална.

### Кабловски Интернет
Кабловски Интернет у насељеним местима где је успостављен систем кабловске телевизије могуће је остварити истим водовима пренос података и конекција на Интернет. Овај систем има веома велику пропусну ширину података која иде и до 1 Gbps. Веома често се користи, једини проблем је што брзина преноса директно зависи од броја корисника (претплатника)

### Бежични Интернет
Бежични Интернет је термин који је успостављен према оригиналној енглеској верзији Wireless. Данас се користи више различитих варијанти а најчешће комуникације су на ултра високим фреквенцијама од 2,4 и 5 GHz. Због особина простирања ове врсте таласа (праволинијски и не пролазе нити се одбијају од физичке препреке) ограничења су велика: мора постојати оптичка видљивост између антена приступне станице и корисника а даљина се креће до неколико километара. Брзине које се могу постићи на овим фреквенцијама су велике и крећу се од 2 Mbps до 54 Mbps.

### Сателитски Интернет
Сателитски Интернет је систем који представља најпоузданији и најбржи систем за пренос података, па тако и за приступ Интернету. Као посредник у комуникацији користи се геостационарни сателит позициониран на висини од око 35000 km изнад земље. Пошто се креће угаоном брзином идентичном брзини ротације Земље, његов положај у односу на одређени простор на Земљи увек је исти. Простор који је покривен сигналом сателита назива се "Footprint".

## Технологија

### Протоколи
Комуникациону инфраструктуру Интернета чине његова хардверска компонента и систем софтверских слојева који контролишу различите аспекте те архитектуре. И док се хардвер често може користити да подржи друге софтверске системе, дизајн и строги процес стандардизације софтверске архитектуре одликују Интернет и пружају темељ за његову скалабилност и успех. Одговорност за дизајн Интернетских софтверских система је пренета Оперативна група за Интернет инжењеринг (Internet Engineering Task Force - IETF). IETF води радне групе да постављање стандарда о различитим аспектима Интернет архитектуре, отворене за сваког појединца. Резултати дискусија и коначни стандарди се објављују у низу радова, који се сваки зове Захтев за коментар (Request for Comments (RFC)) и доступни су бесплатно на веб-сајту IETF. Главни методи умрежавања који омогућавају Интернет се садрже у специјалним захтевима за коментаре, који чине Интернет стандарде. Други мање ригорозни документи су чисто информативни, експериментални или историјски или документују најбоље тренутне праксе у имплементацији Интернет технологија.

## Услуге
Најпознатије услуге за на Интернету су:
- - користи HTTP за пренос wеб страница написаних у HTML-у - то је новији сервис, али и најбрже растући, често се погрешно користи као синоним Интернета
- разговор (chat) - који може бити комуникација гласом (оба рачунара требају да имају звучне картице, микрофоне и звучнике/слушалице) или писмена комуникација - примери су IRC, ICQ, Skype и у задње време све популарнији Discord.
- електронска пошта - користи POP, SMTP и друге протоколе, једна од првих услуга на Интернету
- пренос датотека - уз стандардни FTP данас се све више користи peer to peer протоколи
- - мрежа намењена размени порука у интересним групама

### 
Многи људи синонимно користе термине Интернет и World Wide Web, или само Web, мада та два термина нису синоними. World Wide Web је само један од стотина сервиса који се користе на Интернету. Web је глобални сет докумената, слика и других ресурса, логички међусобно повезаних хиперлинковима и референцираних са униформним ресурсним локаторија (URI). Ови идентификатори симболично идентификују сервисе, сервере, и друге базе података, и документе и ресурсе које они могу да пруже. Hipertekst transfer protokol (HTTP) је главни приступни протокол на мрежи. Веб сервиси исто тако користе HTTP за омогућавање комуникације између софтверских система да би се делила и размењивала пословна логика и подаци.
World Wide Web претраживачи, као што су Мајкросотов Интернет експлорер, Мозила фајерфокс, Опера, Аплов Сафари, и Гугл кроум, омогућавају корисницима да навигују са једне веб странице на другу путем хиперлинкова који су уграђени у документе. Ти документи исто тако могу да садрже било коју комбинацију рачунарских података, укључујући графику, звук, текст, видео, мултимедијски и интерактивни садржај који је доступан док је корисник у интеракцији са страницом. Скриптовање на страни клијента може да обухвати анимације, игра, пословне апликације и научне демонстрације. Путем Интернет претрага вођених кључним речима користећи претраживаче попут Yahoo! и Гугл, корисници широм света имају лак, моментални приступ огромним и разноврсним количинама онлајн информација. У поређењу са штампаним медијима, књигама, енциклопедијама и традиционалним библиотекама, World Wide Web или www је омогућио децентрализацију информације великих размера.
Веб је исто тако омогућио појединцима и организацијама да објављују идеје и информације за потенцијално велики аудиторијум онлајн са знатно редукованим трошковима и временом кашњења. Објављивање веб стране, блога, или прављење вебсајта обухвата мали иницијални трошак и многи бесплатни сервиси су доступни. Међутим, објављивање и одржавање великих, професионалних веб сајтова са атрактивним, разноврсним и актуелним информацијама је још увек тешка и скупа пропозиција. Многе особе и неке компаније и групе користе веб логове или блогове, које се углавном користе као онлајн дневници који се лако одржавају. Неке комерцијалне организације мотивишу особље да комуницирају савете у областима у којима су специјализовани јер сматрају да ће посетиоци бити импресионирани експертним знањем и слободним информацијама, те да ће их то привући датој корпорацији.
Један пример такве праксе је Мајкрософт, чији програмери објављују своје личне блогове да би подстакли јавни интерес за њихов рад. Колекције личних веб страница који објављују велики провајдери су и даље популарне, и постају све софистицираније. Док су операције као што су Angelfire и GeoCities постојале од раних дана мреже, новије понуде од, на пример, Фејсбук и Твитер тренутно су најпопуларније. Те операције често брандирају себе као друштвени мрежни сервиси.
Оглашавање на популарним веб странама може да буде уносно, и електронска привреда или продаја продуката и сервиса директно преко веба је и даље у порасту.
Кад је Веб развијен током 1990-их, типична веб страница је чувана у својој завршној форми на серверу, форматирана у HTML језику, спремна за трансмисију на веб претраживач у одговору на захтев. Током времена, процес креирања и испоруке веб страница је постао динамичан, чиме је креиран флексибилни дизајн, распоред, и контент. Веб сајтови се често креирају користећи софтвер за менаџмент контента са, иницијално, веома мало контента. Сарадници тих система, који могу да буду плаћено особље, чланови неке организације или припадници јавности, уносе у исходишну базу података контент користећи странице за уређивање које су дизајниране за ту сврху, док обични посетиоци приступају и читају тај контент у HTML форми. У зависности од сајта, може или не мора да постоји систем за уређивање, одобравање и обезбеђење који је уграђен у процес прихвата ново унетог садржаја и давања доступа циљним посетиоцима.

### Комуникације
Е-маил је важан комуникациони сервис који је доступан на Интернету. Концепт слања електронских текстуалних порука између особа које комуницирају на начин који је аналоган слању писама или меморандума је претходио формирању Интернета. Слике, документи и други фајлови се шаљу као прилози емејла. Емејлови се могу слати на више адреса истовремено.
Интернет телефонија је још један широко заступљени комуникациони сервис који је омогућен настанком Интернета. VoIP је скраћеница за енгл. Voice-over-Internet Protocol - протокол за пренос гласа преко Интернета. То је протокол који је у основи Интернет комуникације. Идеја је заживела током раних 1990-их са апликацијама сличним воки-токију за персоналне рачунаре. Задњих година многи VoIP системи су постали једнако једноставни и лаки за употребу као и нормални телефон. Корист од коришћења Интерната за пренос гласа је да VoIP може да буде бесплатан или знатно јефтинији од традиционалних телефонских позива, посебно на дугим растојањима и за кориснике којима је увек доступна Интернет конекција као што је кабловски или ADSL прикључак. VoIP је компетитивна алтернатива традиционалном телефонском сервису. Интероперабилност између различитих провајдера је временом побољшана и могуће је позивати и примати позиве са традиционалних телефона. Једноставни, јефтини VoIP мрежни адаптери су доступни, и они елиминишу потребу за персоналним рачунаром. Квалитет звука још увек може да варира од позива до позива, мада је обично једнак или бољи од традиционалних позива. Преостали проблеми коришћења VoIP обухватају позиве бројева за хитне случајеве и поузданост.

### Пренос података
Размена фајлова је пример трансфера великих количина података преко Интернета. Рачунарски фајл се може послати имејлом купцима, колегама и пријатељима као прилог. Он се може послати на вебсајт или ФТП сервер да би га други корисници могли на једноставан начин преузети. Он се може ставити у „заједничку локацију“ или на фајл сервер. Оптерећење при масовном преузимању великих количина података се може умањити употребом сервера који служе као „огледала“ или путем peer-to-peer мрежа. У било којем од тих случајева, приступ фајлу може да буде контролисан путем аутентикације корисника, транзит фајла преко Интернета може да буде заштићен енкрипцијом, и наплата се може вршити за давање приступа фајлу. Наплата се може на пример вршити путем кредитне карте, чији детаљи су исто тако у кодираном облику. Порекло и аутентичност примљеног фајла се може проверити помоћу електронског потписа или MD5 кода или других сумарних презентација поруке. Ова једноставна својства Интернета, на глобалној основи мењају продукцију, продају, и дистрибуцију свега што се може редуковати до рачунарског фајла за трансмисију. Тиме су обухваћени сви облици штампаних публикација, софтверских производа, вести, музике, филма, видеа, фотографије, графике и других уметности. То је узроковало сеизмичка померања у свим постојећим индустријама које су раније контролисале продукцију и дистрибуцију тих продуката.
Стриминг медија је испорука дигиталних медија у реалном времену за непосредну употребу или уживање крајњих корисника. Многи радио и телевизијски дистрибутери пружају Интернетски приступ својим живим аудио или видео продукцијама. Они исто тако омогућавају одложено гледање или слушање путем система као што су Preview, Classic Clips и Listen Again. Тим провајдерима се придружио низ других који врше дистрибуцију само путем Интернета и који никад нису имали дозволе за друге облике дистрибуције. То значи да се уређај који је повезан са Интернетом, као што је рачунар, може користити за приступ онлајн медијима на скоро исти начин као што је раније било могуће само са телевизором или радио пријемником. Опсег доступних типова контента је далеко шири, од специјализованих техничких вебкаста до мултимедијских сервиса који се испоручују по захтеву. Подкастирање је варијација те теме, где се – обично аудио – материјал преузме и репродукује на рачунару или се пренесе на портабилни медијски плејер да би се слушао у покрету. Те технике које користе једноставну опрему омогућавају сваком уз незнатну цензуру или контролу да емитује аудио-визуелни материјал широм света.
Пренос дигиталних медија повећава потражњу за мрежним протоком. На пример, за стандардни квалитет слике неопходна је веза брзине 1 Mbit/s за SD 480p, за HD 720p квалитет је неопходно 2,5 Mbit/s, и HDX квалитет захтева 4,5 Mbit/s за 1080p.
Веб камере су финансијски приступачне екстензије тог феномена. Док неке веб камере могу да пруже видео пуне брзине, слика је обично мала или су обнављања спора. Видео причаонице и видео конференцирање су исто тако популарни код великог броја корисника са персоналним веб камерама, са двосмерним звуком или без њега. Јутјуб који је основан 15. фебруара 2005, је данас водећи вебсајт за слободни видео стриминг са огромним бројем корисника. Тај сајт користи флаш-базирани веб плејер за пренос и приказивање видео фајлова. Регистровани корисници могу да пошаљу неограничене количине видео материјала и да изграде своје персоналне профиле. Јутјуб тврди да њихови корисници гледају стотине милиона, и пошаљу стотине хиљада видео снимака дневно. Тренутно, Јутјуб користи HTML5 плејер.

## Сигурност
Интернет је због своје раширености највећи извор малициозног софтвера. Највећи дио малициозног софтвера долази с порнографских страница (знатно рјеђе код оних чије се кориштење плаћа) те већине Интернетских страница с торентима, „краковима“, генераторима кључева (кигени), серијским бројевима и сл. Додуше, неке странице с торентима (Demonoid, TorrentLeech и сличне) ограничавају регистрацију те се на њима врло ретко поставља садржај с малициозним софтвером.
Корисник може добити неку врсту малициозног софтвера покретањем заражене датотеке преузете с Интернета а понекад и једноставним посећивањем малициозне Интернетске странице (то се зове drive-by download). Доста су честе и алатне траке (toolbars) које садрже различите облике спајвера и адвера, од којих први прате корисниково кориштење Интернета и његове навике у кориштењу рачунара, док адвери достављају рекламе и огласе, а понекад такође прикупљају податке о кориштењу Интернета.
Интернетске странице чији URL почиње с https:// а не с http:// имају шифриране везе, што спречава могућност да неко други прочита информације које је корисник унео на тим страницама. Ипак, то не значи да те странице нису малициозне, већ само да су њихове везе шифриране, што значи да префикс https:// никако не може бити гаранција у сигурност странице.
Осим малициозног софтвера, постоје и злонамјерни људи. Они често у собама за chat малтретирају и/или вређају остале кориснике, а понекад се представљају као деца или тинејџери да би намамили најмлађе кориснике Интернета.

## Интернет
Интернет сленг је неформални жаргон развијен (и још у развоју) с циљем убрзања и поједностављења текстуалне комуникације међу корисницима Интернета. Многи изрази овог жаргона структурирани су тако да штеде време корисника приликом писања порука, а темеље се на енглеском говорном подручју. Неки примери: 2 = to, 4 = for, 2B = , , , , , , , TY = thank you, TNX = thanks, SU = shut up, STFU = shut the f*ck up (вулгарно), w8 = wait, BRB = be right back, AFK = Away from keyboard, GG = Good Game.
На Интернету се за изражавање емоција користе емотикони (смајлији или смајлићи), који се на енглеском називају emoticons (smileys). 
- :-) или :) - срећа
- :- или : - осмех
- :-( или :( - туга
- ;-) или ;) - намигивање
- :- или : - плажење језика (обично у шали)
- :- или : - шок, изненађеност, запрепаштеност
- :-@ или :@ - љутња
- 3:-) или 3:)- ђаволак
- <]:-)}}}}}} - деда мраз
- ^.- - подигнута обрва
- :-* или :* - пољубац
- <3 - срце
- :) - анђелчић
- ^_^ - душа